# Eritrea de Creta
Eritrea de Creta (en grec antic Ἐρυθραία i en llatí Erythraea) era una ciutat de Creta que menciona Florus juntament amb Cidònia i Cnossos entre les sotmeses per Quint Metel Crètic l'any 69 aC. Era una ciutat important i probablement era situada a la rodalia del promontori anomenat cap Eritreu.